# 宝箱 -TREASURE BOX-
『宝箱 -TREASURE BOX-』（たからばこ トレジャーボックス）は、2007年12月12日にリリースされたangela初のベスト・アルバムである。

## 解説
- 初回盤はCDケースがオルゴールになっている。箱を開いた背景画のコンパスで、西南西の線上にセンサーがあり、光を当てることによりメロディを奏でる。
- 通常盤はDisc1のみ、初回盤にはDisc1、Disc2が入っている。

## 収録曲

### CD1 (初回盤・通常盤)
- （全曲）作詞：atsuko、作曲：atsuko・KATSU、編曲：KATSU

1. 明日へのbrilliant road
  - テレビアニメ『宇宙のステルヴィア』オープニングテーマ
2. 綺麗な夜空
  - テレビアニメ『宇宙のステルヴィア』エンディングテーマ
3. The end of the world
  - テレビアニメ『宇宙のステルヴィア』エンディングテーマ
4. merry-go-round
  - 『開運!なんでも鑑定団』エンディングテーマ
5. Stay With Me
  - テレビアニメ『さいころボットコンボック』オープニングテーマ
  - テレビアニメ『屍姫ぷちっと』エンディングテーマ
6. fly me to the sky
  - テレビアニメ『蒼穹のファフナー』イメージソング
7. Proof
  - テレビアニメ『蒼穹のファフナー』第15話エンディングテーマ
8. in your arms
  - テレビドラマ『ヴァンパイアホスト』オープニングテーマ
9. Shangri-La
  - テレビアニメ『蒼穹のファフナー』オープニングテーマ
10. cheers!
11. DEAD SET
  - テレビアニメ『蒼穹のファフナー RIGHT OF LEFT』イメージソング
12. Yell for you
13. 果て無きモノローグ
  - テレビスペシャル『蒼穹のファフナー RIGHT OF LEFT』挿入歌
14. 鳥
  - テレビ東京系 ドラマ『ライオン丸G』第1、2話エンディングテーマ
15. gravitation
  - テレビアニメ『ヒロイック・エイジ』オープニングテーマ

### CD2 (初回盤のみ)
1. overture
2. 恋のfirst run
  - インディーズ時代の楽曲をセルフカバー
  - Xboxゲーム『ファントムクラッシュ』挿入歌
3. 涙が止まるまで
  - インディーズ時代の楽曲をセルフカバー
4. Tears on my pillow
  - インディーズ時代の楽曲をセルフカバー
  - Xboxゲーム『ファントムクラッシュ』挿入歌
5. LOVE LOVE Sweetie
  - インディーズ時代の楽曲をセルフカバー
6. 君の傍で
  - 新曲
  - ラジオ『angelaのsparking!talking!show!』新エンディング曲
  - ドメスティック❤ラヴバンドの歌う「運命的LOVE引力」がこのトラックに収録されている。